# إجراء راستيلي
إجراء راستيلي (بالإنجليزية: Rastelli procedure)‏ هو إجراء جراحي لجراحة القلب المفتوح طوره الطبيب الإيطالي والباحث في جراحات القلب، جيانكارلو راستيلي في 1967 في عيادة مايو ويتضمن استخدام رقعة ذاتية من الشريان الرئوي أو الأبهر كقناة لتخفيف الانسداد الرئوي في البطين الأيمن ذو المخرج المزدوج مع ضيق في الصمام الرئوي.
يستخدم الإجراء لتصحيح تركيبات معينة من الأمراض القلبية الخلقية:
1. تبدل الشرايين الكبرى اليميني، أو تراكب الأبهر، أو البطين الأيمن ذو المخرج المزدوج
2. عيب الحاجز البطيني
3. انسداد مخرج البطين الأيمن:[3]

- رتق الرئة، أو
- ضيق الصمام الرئوي، أو
- ضيق تحت الصمام الرئوي

## التوقيت
يتم عمل إجراء راستيلي تقليديا بين سن عام وعامين. نظرًا لأن تبدل الشرايين الكبرى اليميني، أو تراكب الأبهر، أو البطين الأيمن ذو المخرج المزدوج هي أمراض قلب زراقية، يتم تخفيف حالة الطفل  باستخدام تحويلة بلالوك-توسيغ في تلك الأثناء.

## الطريقة
يتم استخدام رقعة غور-تكس لتوجيه الدم المؤكسج من البطين الأيسر إلى الأبهر، وفي نفس الوقت غلق عيب الحاجز البطيني. يتم غلق الصمام الرئوي جراحيًا وتكوين قناة وصمام صناعيان منالبطين الأيمن للتفريع الرئوي، سامحًا للدم غير المؤكسج بالانتقال للرئة من أجل إعادة الأكسجة.

## روابط خارجية
- Children's Hospital of Wisconsin: Rastelli Procedure
- HeartCenterOnline: Rastelli Procedure